# إرلينغ سورينسن
إرلينغ سورينسن هو لاعب كرة قدم ومدرب كرة قدم دنماركي، ولد في 29 أكتوبر 1920 في كوبنهاغن في الدنمارك، وتوفي في 10 أكتوبر 2002. شارك مع منتخب الدنمارك لكرة القدم. أما مع النوادي، فقد لعب مع نادي أودينيزي ونادي تريستينا ونادي ستراسبورغ ونادي مودينا.

## وصلات خارجية
- إرلينغ سورينسن على موقع قاعدة بيانات كرة القدم.إي يو (الإنجليزية)
- إرلينغ سورينسن على موقع ناشيونال فوتبول تيمز (الإنجليزية)
- إرلينغ سورينسن على موقع عالم كرة القدم.نت (الإنجليزية)
- إرلينغ سورينسن على موقع أوليمبيديا (الإنجليزية)